# Московский железнодорожник
«Московский железнодорожник» — газета Московской железной дороги, филиал ОАО «Издательский дом „Гудок“».
Старейшая железнодорожная газета мира, первый номер вышел в свет 16 января 1877 года.
В феврале 2020 года редакция была реорганизована, утратила самостоятельность и главного редактора, превратилась в региональный отдел газеты «Гудок».

## История
Первая в мире отраслевая газета железнодорожников основана в январе 1877 года под названием «Листок объявлений железных дорог третьей группы». Название связано с тем, что в 1870-е годы транспортная сеть России по географическому принципу была разделена на группы. Третью группы составляли дороги центра России. Учредил издание XV съезд делегатов российских железных дорог, который и определил задачи газеты. В то время самой злободневной была проблема раздробленности сети железных дорог России между десятками акционерных обществ, между которыми отсутствовала необходимая координация деятельности. Поэтому координирующая роль и была возложена на «Листок».
Первый номер «Листка» открывался посланием императора Александра II, который выразил «признательность и всемилостивейшую благодарность всем, кто принимал участие в подготовке переброски русских войск по железным дорогам на Балканы». Это был пролог к Русско-турецкой войне (1877—1878). Основное содержание «Листка» в последующие десятилетия XIX и начала XX века составляла информация об изменении тарифов, условиях перевозки, расписании движения пассажирских поездов, распоряжения правлений и администрации железных дорог России, сообщения о работе железнодорожных школ. Потребность в «Листке» ощущали как сами железнодорожники и члены их семей, так и пассажиры, клиенты железных дорог. В «Листке» отражалась история развития железнодорожной отрасли в центре России.
После Октябрьской революции, в 1919 году газета получила новое название — «Воля и думы железнодорожника». С 1933 года газета называлась «Семафор», с 1938 года — «Сигнал».

## Современность

### В профиль
В XXI веке — иллюстрированная цветная транспортная газета. Издатель — ОАО "Издательский дом «Гудок». Учредители: ОАО «Российские железные дороги», Дорпрофжел на МЖД. Тираж на 25.02.2014 — 29000 экземпляров. Выходит по вторникам, средам, четвергам и пятницам — единым выпуском с газетой «Гудок». Распространяется во всех семи регионах МЖД: в Москве, Брянской, Калужской, Курской, Московской, Орловской, Рязанской, Смоленской, Тульской областях, в поездах дальнего следования, на вокзалах, станциях и платформах. С 1 января 2017 года выходит во вторник, среду, четверг и пятницу отдельными полосами (от одной до четырёх) в ежедневном выпуске газеты «Гудок». Штат — 15 сотрудников.
До апреля 2011 года редакция размещалась в здании Московской железной дороги в Москве на ул. Краснопрудная, 20, с 2017 года — на Старой Басманной улице, 38/2, стр. 3.
Главный редактор — Владимир Шелков (с 16 июня 2008 года по 28 февраля 2020 года).
Председатель редакционного совета в 2013—2015 — начальник МЖД Владимир Молдавер.

### В разрезе

Главный редактор Владимир Шелков и его заместитель Вера Чубарова в Большом зале управления Московской железной дороги, 2013

Большая часть публикуемых материалов связана с железнодорожным транспортом в московском регионе. Тематические рубрики и публикации газеты содержат уникальную железнодорожную и справочную информацию, которую больше нельзя найти нигде, а также призваны в полной мере показать все грани многоликой железнодорожной профессии. Сочетает в себе формат научного издания, справочника и корпоративного бюллетеня. Повседневная работа на полигоне МЖД, выделенных предприятий, дочерних зависимых обществ ОАО «РЖД» и предприятий-клиентов освещается на полосах «События и факты», «Магистраль», «Пригород», «Флагманы», «Производство», «Твои люди, дорога», «Анатомия вокзала», «Правопорядок», «Последний вагон» и другие. В рубрике «Умное сердце» публикуются конкурсные работы Международного литературного конкурса имени Андрея Платонова, рассказы, очерки, стихотворения в трёх номинациях — проза, поэзия, журналистика, а также произведения на православную тему.
Газета распространяется по свободной подписке, а также на предприятиях Московской железной дороги.

### В составе
Журналисты газеты «Московский железнодорожник»:
- Шелков Владимир Леонидович — главный редактор (5 февраля 1952, Москва)[3]
- Чубарова Вера Вячеславовна — зам. главного редактора (4 ноября 1953, Калининград), работает в газете с 3 сентября 1984
- Павлов Валерий Геннадьевич — зав. группой вёрстки (21 июня 1964, Ковров, Владимирская область)
- Неделькина Алина Александровна — зав. отделом рекламы (5 августа 1988, Москва)
- Городнов Андрей Валентинович (29 мая 1956, Москва) — редактор отдела производства и экономики
- Крылова Анна Дмитриевна — помощник-референт главного редактора
- Горелкин Владимир Иванович (7 февраля 1956, Новосибирск)
- Ленский Игорь Леонидович (16 февраля 1963, Москва[6])
- Щевелева Наталья Александровна (3 марта 1982, Дмитровский район, Московская область) — ответственный секретарь
- Глыва Татьяна Степановна (р.15 июня 1953, Нарынкольский район, Алма-Атинская область, Казахстан)
- Чикачёва Инна Анатольевна — собкор по Брянскому региону
- Трунов Олег Евгеньевич — собкор по Тульскому региону
- Сорокин Андрей Иванович — собкор по Орловско-Курскому региону

## Архив
12 декабря 1941 года, в ходе Битвы за Москву «Московский железнодорожник» опубликовал статью писателя Ильи Эренбурга «Судьба Победы». В статье, посвящённой работникам стальных магистралей, говорилось: 
«Железные дороги — сосуды, по ним течёт кровь страны: снаряды и хлеб, бомбы и нефть. С доверием смотрит Красная Армия на железнодорожников: это братья по оружию — один стреляет, другой подаёт патроны. Наши железнодорожники показали себя отважными бойцами. Наряду с лётчиками, танкистами, артиллеристами, моряками они делают всё для Победы. Я видел в Брянске, как работали железнодорожники под огнём. Падали бомбы, но смелые люди спокойно отцепляли вагоны с боеприпасами. Московский железнодорожный узел стал главным центром, через который шло снабжение фронта всем необходимым. Это понимало и немецко-фашистское командование. Гитлеровцы стремились перерезать все железные дороги, по которым шло снабжение столицы, усилили по ним удары с воздуха. Только на станции Московско-Рязанской дороги в конце 1941 года было совершено 159 налётов, сброшено около 900 фугасных и тысячи зажигательных бомб. Враг бомбил депо, водокачки, станции, поезда. И несмотря на это, дорога выгружала 7-8 тыс. вагонов. Немало железнодорожников принимали участие не только в строительстве линии обороны под Москвой, но и с оружием в руках защищали столицу… Когда настанет День Победы, наши бойцы первые вспомнят о железнодорожниках…»
Это исторически первое в русской литературе употребление словосочетания «День Победы».